# Белосельский переулок
Белосе́льский переулок — переулок на Крестовском острове в Петроградском районе Санкт-Петербурга. Проходит от Крестовского проспекта в сторону реки Малой Невы.

## История
Безымянный ранее проезд был назван Белосельским переулком 23 июня 2011 года. Наименование дано в память о том, что с 1803 года по 1917 год Крестовский остров принадлежал нескольким поколениям князей Белосельских-Белозерских, вдоль территории бывшей усадьбы которых располагается переулок. Это не первое название такого типа на острове: параллельный переулку проезд (также граничащий с усадьбой) до 1925 года носил название Белосельский проспект, но впоследствии был переименован в Рюхину улицу.

## Достопримечательности
- Спортивный комплекс «Динамо»